# فهرست آثار ملی شهرستان آبادان
شهرستان آبادان یکی از شهرستان‌های استان خوزستان می‌باشد که در مجاورت خلیج فارس قرار دارد. مرکز شهرستان، شهر آبادان است.
شهرت آبادان در سده‌های نخست هجری، بیشتر مربوط به کاروان‌سراها، خانقاه‌ها، و مساجد و نیز به خاطر وجود مقبره‌ای منسوب به خضر و الیاس بوده است. این مقبره همچنان وجود دارد و به همین علت، آبادان را تا مدت‌ها جزیرةالخضر می‌گفتند. آبادان به تدریج از سده‌های ۷ و ۸ رو به ویرانی رفته و به دلیل پیش‌روی کرانه‌اش در دریا، اهمیت بازرگانی خود را نیز از دست داد.
همچنین باید دانست که عبادان از ولایات تابعه بصره به‌شمار می‌آمده است. البته راه «بصره ـ عَبّادان» به‌طور جزئی، چنین بود که از بصره تا ابلّه، دو برید (پیک)، سپس تا «بیان» یک مرحله، و بعد تا عبادان یک مرحله دیگر راه بود.

## آثار ثبت‌شده
| ردیف | نام اثر                                 | نگاره | دیرینگی                                                                                          | موقعیت                                                                              | شمارهٔ ثبت | تاریخ ثبت  | منبع  |
| ---- | --------------------------------------- | ----- | ------------------------------------------------------------------------------------------------ | ----------------------------------------------------------------------------------- | --------- | ---------- | ----- |
| ۱    | مسجد رنگونی‌های آبادان                   |       | اواخر قاجار ـ اوایل پهلوی (۱۹۲۱ مت) ۳۰°۲۰′۶″ شمالی ۴۸°۱۶′۴۰″ شرقی / ۳۰٫۳۳۵۰۰°شمالی ۴۸٫۲۷۷۷۸°شرقی | کناراروندرودپاسگاه مرزی ساحلی اسکله ۱۲                                              | ۲۲۸۹      | ۱۳۷۸/۰۱/۰۹ | [ ۵ ] |
| ۲    | مجموعه بناهای تاریخی درمحدوده پالایشگاه |       | اواخر قاجار ـ اوایل پهلوی                                                                        | استان خوزستان، شهرستان آبادان، جنوب پالایشگاه آبادان                                | ۵۰۰۰      | ۱۳۸۰/۱۲/۱۹ |       |
| ۳    | پل بهمنشیرآبادان ایستگاه هفت            |       |                                                                                                  | آبادان، میدان ایستگاه نفت                                                           | ۵۰۰۲      | ۱۳۸۰/۱۲/۱۹ |       |
| ۴    | دبیرستان رازی                           |       | پهلوی اول (۱۳۱۵ ه‍.ش)                                                                              | شهرستان آبادان، خیابان رازی                                                         | ۷۰۳۸      | ۱۳۸۱/۱۰/۱۰ |       |
| ۵    | سینما نفت                               |       | پهلوی اول                                                                                        | شهرستان آبادان، محله بوارده جنوبی                                                   | ۷۰۴۲      | ۱۳۸۱/۱۰/۱۰ |       |
| ۶    | قبرستان ارامنه                          |       | پهلوی اول                                                                                        | شهرستان آبادان، اول جاده خسروآباد، روبروی تانک فارم، بعد از بیمارستان ۱۷ شهریور     | ۷۰۴۳      | ۱۳۸۱/۱۰/۱۰ |       |
| ۷    | دانشکده نفت                             |       | پهلوی                                                                                            | شهرستان آبادان، ابتدای بوارده شمالی، پشت ساختمان موزده                              | ۷۰۴۴      | ۱۳۸۱/۱۰/۱۰ |       |
| ۸    | بیمارستان ۱۷ شهریور آبادان              |       | پهلوی                                                                                            | شهرستان آبادان، ابتدای جاده خسروآباد، روبروی مخازن صنعت نفت                         | ۷۲۴۷      | ۱۳۸۱/۱۱/۱۲ |       |
| ۹    | دبستان نسل انقلاب                       |       | پهلوی اول                                                                                        | شهرستان آبادان، خیابان امام خمینی، کوچه پرویزی                                      | ۷۲۴۸      | ۱۳۸۱/۱۱/۱۲ |       |
| ۱۰   | خانه شکرچیان                            |       | پهلوی دوم                                                                                        | شهرستان آبادان، خیابان امیری، پشت ساختمان هتل جم                                    | ۷۲۴۹      | ۱۳۸۱/۱۱/۱۲ |       |
| ۱۱   | ساختمان راهنمایی و رانندگی              |       | پهلوی اول                                                                                        | شهرستان آبادان، خیابان سیکلین، روبروی آتش‌نشانی                                      | ۷۲۵۰      | ۱۳۸۱/۱۱/۱۲ |       |
| ۱۲   | دبستان فرهنگ                            |       | پهلوی                                                                                            | خوزستان، آبادان، خیابان ۱۰ احمدآباد، نرسیده به فلکه کارون                           | ۷۹۴۲      | ۱۳۸۱/۱۲/۱۷ |       |
| ۱۳   | خانه‌های شرکت نفت (شماره ۱۰۸)            |       | پهلوی                                                                                            | خوزستان، آبادان، بریم شمالی شماره ۱۰۸                                               | ۷۹۴۳      | ۱۳۸۱/۱۲/۱۷ |       |
| ۱۴   | خانه‌های شرکت نفت (شماره ۱۴۴۳)           |       | پهلوی                                                                                            | خوزستان، آبادان، بوارده جنوبی، شماره ۱۴۴۳                                           | ۷۹۴۴      | ۱۳۸۱/۱۲/۱۷ |       |
| ۱۵   | خانه‌های شرکت نفت (شماره ۳۳۱۹)           |       | پهلوی                                                                                            | آبادان، بوارده شمالی شماره ۳۳۱۹                                                     | ۷۹۴۵      | ۱۳۸۱/۱۲/۱۷ |       |
| ۱۶   | خانه‌های شرکت نفت (شماره ۳۲۶)            |       | پهلوی                                                                                            | آبادان، بریم شمالی، شماره ۳۲۶                                                       | ۷۹۴۶      | ۱۳۸۱/۱۲/۱۷ |       |
| ۱۷   | خانه‌های شرکت نفت (شماره ۱۷۱۶)           |       | پهلوی                                                                                            | آبادان، بوارده جنوبی، شماره ۱۷۱۶                                                    | ۷۹۴۷      | ۱۳۸۱/۱۲/۱۷ |       |
| ۱۸   | خانه‌های شرکت نفت (شماره ۱۷۲۸)           |       | پهلوی                                                                                            | شهرستان آبادان، بوارده جنوبی، شماره ۱۷۲۸                                            | ۷۹۴۸      | ۱۳۸۱/۱۲/۱۷ |       |
| ۱۹   | خانه‌های شرکت نفت (شماره ۳۳۲۲)           |       | پهلوی                                                                                            | شهرستان آبادان، بوارده شمالی شماره ۳۳۲۲                                             | ۷۹۴۹      | ۱۳۸۱/۱۲/۱۷ |       |
| ۲۰   | خانه‌های شرکت نفت (شماره ۱۴۹۱)           |       | پهلوی                                                                                            | شهرستان آبادان، بوارده جنوبی، شماره ۱۴۹۱                                            | ۷۹۵۰      | ۱۳۸۱/۱۲/۱۷ |       |
| ۲۱   | خانه‌های شرکت نفت (شماره ۲۶۹)            |       | پهلوی                                                                                            | شهرستان آبادان، بریم شمالی شماره ۲۶۹                                                | ۷۹۵۱      | ۱۳۸۱/۱۲/۱۷ |       |
| ۲۲   | خانه‌های شرکت نفت (شماراه ۳۳۹۶)          |       | پهلوی                                                                                            | شهرستان آبادان، بوارده شمالی شماره ۳۳۹۶                                             | ۷۹۵۲      | ۱۳۸۱/۱۲/۱۷ |       |
| ۲۳   | خانه‌های شرکت نفت (شماره ۳۳۹۵)           |       | پهلوی                                                                                            | شهرستان آبادان، بوارده شمالی ۳۳۹۵                                                   | ۷۹۵۳      | ۱۳۸۱/۱۲/۱۷ |       |
| ۲۴   | خانه‌های شرکت نفت (شماره ۴۰۴)            |       | پهلوی                                                                                            | شهرستان آبادان، بریم شمالی پلاک ۴۰۴                                                 | ۷۹۵۴      | ۱۳۸۱/۱۲/۱۷ |       |
| ۲۵   | دبستان فروغی                            |       | پهلوی                                                                                            | خوزستان، آبادان، کوی قدس، بین ایستگاه ۱۰ و ۱۱                                       | ۷۹۵۵      | ۱۳۸۱/۱۲/۱۷ |       |
| ۲۶   | خانه‌های شرکت نفت (شماره ۱۵۷۳)           |       | پهلوی                                                                                            | شهرستان آبادان، بوارده جنوب شماره ۱۵۷۳                                              | ۷۹۵۶      | ۱۳۸۱/۱۲/۱۷ |       |
| ۲۷   | خانه‌های شرکت نفت (شماره ۱۴۸۹)           |       | پهلوی                                                                                            | شهرستان آبادان، بوارده جنوبی شماره ۱۴۸۹                                             | ۷۹۵۷      | ۱۳۸۱/۱۲/۱۷ |       |
| ۲۸   | خانه‌های شرکت نفت (شماره ۲۷۷)            |       | پهلوی                                                                                            | خوزستان، آبادان، بریم شمالی، شماره ۲۷۷                                              | ۷۹۵۸      | ۱۳۸۱/۱۲/۱۷ |       |
| ۲۹   | برج آب ۱                                |       | پهلوی اول                                                                                        | شهرآبادان، میدان بوارده شمالی                                                       | ۸۳۴۹      | ۱۳۸۲/۰۲/۰۹ |       |
| ۳۰   | برج آب ۲                                |       | پهلوی                                                                                            | شهر آبادان، بربم، بعد از دبستان غیرانتفاعی و بالاتر از روابط عمومی پالایشگاه        | ۸۳۵۰      | ۱۳۸۲/۰۲/۰۹ |       |
| ۳۱   | مسجد جامع بلوچهای‌آبادان                 |       | اواخر قاجار ـ اوایل پهلوی                                                                        | شهر آبادان، خیابان انوری، پشت ایستگاه اتوبوسهای پارک معلم و حسینیه جهرمیها          | ۸۳۵۱      | ۱۳۸۲/۰۲/۰۹ |       |
| ۳۲   | کلیسای ارامنه آبادان                    |       | پهلوی                                                                                            | شهر آبادان، ابتدای خیابان زند، جنب مسجد بهبهانیها                                   | ۸۳۵۲      | ۱۳۸۲/۰۲/۰۹ |       |
| ۳۳   | خانه‌های شرکت نفت (شماره ۲۶۹)            |       | پهلوی                                                                                            | شهر آبادان، خیابان بریم شمالی، پلاک ۲۶۹                                             | ۸۳۵۳      | ۱۳۸۲/۰۲/۰۹ |       |
| ۳۴   | ساختمان بانک ملی (شعبه مرکزی و ۵ مهر)   |       | پهلوی                                                                                            | شهر آبادان، خیابان شهرداری، جنب شهرداری، روبروی پمپ بنزین                           | ۸۳۵۴      | ۱۳۸۲/۰۲/۰۹ |       |
| ۳۵   | بیمارستان امام خمینی (ره)               |       | پهلوی                                                                                            | شهر آبادان، خیابان شهید منتظری                                                      | ۸۳۵۵      | ۱۳۸۲/۰۲/۰۹ |       |
| ۳۶   | ساختمان آتش‌نشانی پالایشگاه‌آبادان        |       | اواخر قاجار ـ اوایل پهلوی (۱۳۰۶ ه‍.ش)                                                              | شهر آبادان، سیکلین، روبروی راهنمایی و رانندگی                                       | ۸۳۵۶      | ۱۳۸۲/۰۲/۰۹ |       |
| ۳۷   | دبستان آزادی                            |       | اواخر قاجار ـ اوایل پهلوی (۱۳۰۰ ه‍.ش)                                                              | شهر آبادان، خیابان جمشید آباد، منطقه نیروی دریایی                                   | ۸۳۵۷      | ۱۳۸۲/۰۲/۰۹ |       |
| ۳۸   | دبستان ۱۵ خرداد                         |       | پهلوی اول                                                                                        | شهر آبادان، خیابان دبستان، پشت دادگستری                                             | ۸۳۵۸      | ۱۳۸۲/۰۲/۰۹ |       |
| ۳۹   | خانه بچاری                              |       | پهلوی دوم                                                                                        | آبادان، خیابان دبستان، روبروی سینما نفت                                             | ۹۹۶۸      | ۱۳۸۲/۰۶/۲۳ |       |
| ۴۰   | منطقه آنکس آبادان                       |       | پهلوی اول                                                                                        | آبادان، منطقه آنکس                                                                  | ۱۱۹۰۱     | ۱۳۸۴/۰۱/۲۳ |       |
| ۴۱   | محوطه عبدان                             |       | صدراسلام                                                                                         | شهرستان آبادان، بخش مرکزی، دهستان شلاهی، روستای شلهه حاج حسین                       | ۱۳۵۶۹     | ۱۳۸۴/۰۷/۲۳ |       |
| ۴۲   | خانه‌های آنکس شماره ۶۲                   |       | پهلوی                                                                                            | شهرآبادان، جنوب بریم، منطقه آنکس، پ ۶۲                                              | ۱۵۰۰۱     | ۱۳۸۴/۱۲/۱۶ |       |
| ۴۳   | خانه‌های آنکس شماره ۵۱                   |       | پهلوی                                                                                            | شهرآبادان، جنوب بریم، منطقه آنکس، پ ۵۱                                              | ۱۵۰۰۳     | ۱۳۸۴/۱۲/۱۶ |       |
| ۴۴   | خانه‌های آنکس شماره ۶۰                   |       | پهلوی                                                                                            | شهر آبادان، جنوب بریم، منطقه آنکس، پ ۶۰                                             | ۱۵۰۰۴     | ۱۳۸۴/۱۲/۱۶ |       |
| ۴۵   | خانه‌های آنکس شماره ۶۱                   |       | پهلوی                                                                                            | شهرآبادان، جنوب بریم، منطقه آنکس، پ ۶۱                                              | ۱۵۰۰۸     | ۱۳۸۴/۱۲/۱۶ |       |
| ۴۶   | خانه‌های آنکس شماره ۵۷                   |       | پهلوی                                                                                            | شهرآبادان، جنوب بریم، منطقه آنکس، پ۵۷                                               | ۱۵۰۰۹     | ۱۳۸۴/۱۲/۱۶ |       |
| ۴۷   | خانه‌های آنکس شماره ۵۴                   |       | پهلوی                                                                                            | شهرآبادان، جنوب بریم، منطقه آنکس، پ ۵۴                                              | ۱۵۰۱۰     | ۱۳۸۴/۱۲/۱۶ |       |
| ۴۸   | خانه‌های آنکس شماره ۵۵                   |       | پهلوی                                                                                            | شهر آبادان، جنوب بریم، منطقه آنکس، پ ۵۵                                             | ۱۵۰۱۱     | ۱۳۸۴/۱۲/۱۶ |       |
| ۴۹   | خانه‌های آنکس شماره ۵۹                   |       | پهلوی                                                                                            | شهر آبادان، جنوب بریم، منطقه آنکس، پ ۵۹                                             | ۱۵۰۱۲     | ۱۳۸۴/۱۲/۱۶ |       |
| ۵۰   | خانه‌های آنکس شماره ۱۵                   |       | پهلوی                                                                                            | شهر آبادان، جنوب بریم، منطقه آنکس، پ ۱۵                                             | ۱۵۰۱۳     | ۱۳۸۴/۱۲/۱۶ |       |
| ۵۱   | خانه‌های آنکس شماره ۱۷                   |       | پهلوی                                                                                            | شهرآبادان، جنوب بریم، منطقه آنکس، پ ۱۷                                              | ۱۵۰۱۴     | ۱۳۸۴/۱۲/۱۶ |       |
| ۵۲   | خانه‌های آنکس شماره ۱۶                   |       | پهلوی                                                                                            | شهرآبادان، جنوب بریم، منطقه آنکس، پ ۱۶                                              | ۱۵۰۱۵     | ۱۳۸۴/۱۲/۱۶ |       |
| ۵۳   | خانه‌های آنکس شماره ۵۸                   |       | پهلوی                                                                                            | شهر آبادان، جنوب بریم، منطقه آنکس، پ ۵۸                                             | ۱۵۰۱۶     | ۱۳۸۴/۱۲/۱۶ |       |
| ۵۴   | خانه‌های آنکس شماره ۵۳                   |       | پهلوی                                                                                            | شهر آبادان، جنوب بریم، منطقه آنکس، پ ۵۳                                             | ۱۵۰۱۷     | ۱۳۸۴/۱۲/۱۶ |       |
| ۵۵   | خانه‌های آنکس شماره ۵۲                   |       | پهلوی                                                                                            | شهرآبادان، جنوب بریم، منطقه آنکس، پ ۵۲                                              | ۱۵۰۱۸     | ۱۳۸۴/۱۲/۱۶ |       |
| ۵۶   | خانه‌های آنکس شماره ۵۶                   |       | پهلوی                                                                                            | شهر آبادان، جنوب بریم، منطقه آنکس، پ ۵۶                                             | ۱۵۰۳۱     | ۱۳۸۴/۱۲/۲۴ |       |
| ۵۷   | سینما شیرین                             |       | پهلوی اول                                                                                        | شهرستان آبادان، بخش مرکزی، شهر آبادان، خ شهرداری، خ شهید منتظری، جنب درمانگاه ۵ مهر | ۱۵۶۲۶     | ۱۳۸۵/۰۳/۱۷ |       |
| ۵۸   | خانه‌های بریم شماره ۲۱۲                  |       | پهلوی دوم                                                                                        | شهرستان آبادان، بخش مرکزی، منطقه مسکونی بریم، پلاک ۲۱۲                              | ۱۷۳۹۸     | ۱۳۸۵/۱۲/۰۶ |       |
| ۵۹   | خانه‌های بریم شماره ۲۱۳                  |       | پهلوی دوم                                                                                        | شهرستان آبادان، بخش مرکزی، منطقه مسکونی بریم، پلاک ۲۱۳                              | ۱۷۳۹۹     | ۱۳۸۵/۱۲/۰۶ |       |
| ۶۰   | خانه‌های بریم شماره ۲۱۱                  |       | پهلوی دوم                                                                                        | شهرستان آبادان، بخش مرکزی، منطقه مسکونی بریم، پلاک ۲۱۱                              | ۱۷۴۰۰     | ۱۳۸۵/۱۲/۰۶ |       |
| ۶۱   | خانه‌های بریم شماره ۲۰۸                  |       | پهلوی دوم                                                                                        | شهرستان آبادان، بخش مرکزی، منطقه مسکونی بریم، پلاک ۲۰۸                              | ۱۷۴۰۱     | ۱۳۸۵/۱۲/۰۶ |       |
| ۶۲   | خانه‌های بریم شماره ۲۰۷                  |       | پهلوی دوم                                                                                        | شهرستان آبادان، بخش مرکزی، منطقه مسکونی بریم، پلاک ۲۰۷                              | ۱۷۴۰۲     | ۱۳۸۵/۱۲/۰۶ |       |
| ۶۳   | خانه‌های بریم شماره ۲۲۴                  |       | پهلوی دوم                                                                                        | شهرستان آبادان، بخش مرکزی، منطقه مسکونی بریم، پلاک ۲۲۴                              | ۱۷۴۰۴     | ۱۳۸۵/۱۲/۰۶ |       |
| ۶۴   | خانه‌های بریم شماره ۲۲۳                  |       | پهلوی دوم                                                                                        | شهرستان آبادان، بخش مرکزی، منطقه مسکونی بریم، پلاک۲۲۳                               | ۱۷۴۰۵     | ۱۳۸۵/۱۲/۰۶ |       |
| ۶۵   | خانه‌های بریم شماره ۲۲۵                  |       | پهلوی دوم                                                                                        | شهرستان آبادان، بخش مرکزی، منطقه مسکونی بریم، پلاک ۲۲۵                              | ۱۷۴۰۶     | ۱۳۸۵/۱۲/۰۶ |       |
| ۶۶   | خانه‌های بریم شماره ۲۲۲                  |       | پهلوی دوم                                                                                        | شهرستان آبادان، بخش مرکزی، منطقه مسکونی بریم، پلاک ۲۲۲                              | ۱۷۴۰۷     | ۱۳۸۵/۱۲/۰۶ |       |
| ۶۷   | خانه‌های بریم شماره ۲۲۱                  |       | پهلوی دوم                                                                                        | شهرستان آبادان، بخش مرکزی، منطقه مسکونی بریم، پلاک ۲۲۱                              | ۱۷۴۰۸     | ۱۳۸۵/۱۲/۰۶ |       |
| ۶۸   | خانه‌های بریم شماره ۲۲۰                  |       | پهلوی دوم                                                                                        | شهرستان آبادان، بخش مرکزی، منطقه مسکونی بریم، پلاک ۲۲۰                              | ۱۷۴۰۹     | ۱۳۸۵/۱۲/۰۶ |       |
| ۶۹   | خانه‌های بریم شماره ۲۱۸                  |       | پهلوی دوم                                                                                        | شهرستان آبادان، بخش مرکزی، منطقه مسکونی بریم، پلاک ۲۱۸                              | ۱۷۴۱۰     | ۱۳۸۵/۱۲/۰۶ |       |
| ۷۰   | خانه‌های بریم شماره ۲۰۶                  |       | پهلوی دوم                                                                                        | شهرستان آبادان، بخش مرکزی، منطقه مسکونی بریم، پلاک ۲۰۶                              | ۱۷۴۱۱     | ۱۳۸۵/۱۲/۰۶ |       |
| ۷۱   | خانه‌های بریم شماره ۲۱۶                  |       | پهلوی دوم                                                                                        | شهرستان آبادان، بخش مرکز ی، منطقه مسکونی بریم، پلاک ۲۱۶                             | ۱۷۴۱۲     | ۱۳۸۵/۱۲/۰۶ |       |
| ۷۲   | خانه‌های بریم شماره ۲۲۶                  |       | پهلوی دوم                                                                                        | شهر آبادان، منطقه مسکونی بریم، پلاک ۲۲۶                                             | ۱۹۴۶۱     | ۱۳۸۶/۰۶/۱۲ |       |
| ۷۳   | خانه‌های بریم شماره ۲۱۹                  |       | پهلوی دوم                                                                                        | شهر آبادان، منطقه مسکونی بریم، پلاک ۲۱۹                                             | ۱۹۴۶۲     | ۱۳۸۶/۰۶/۱۲ |       |
| ۷۴   | خانه‌های بریم شماره ۲۱۴                  |       | پهلوی دوم                                                                                        | شهر آبادان، منطقه مسکونی بریم، پلاک ۲۱۴                                             | ۱۹۴۶۳     | ۱۳۸۶/۰۶/۱۲ |       |
| ۷۵   | خانه‌های بریم شماره ۲۴۲                  |       | پهلوی دوم                                                                                        | شهر آبادان، منطقه مسکونی بریم، پلاک ۲۴۲                                             | ۱۹۴۶۴     | ۱۳۸۶/۰۶/۱۲ |       |
| ۷۶   | خانه‌های بریم شماره ۲۳۷                  |       | پهلوی دوم                                                                                        | شهر آبادان، منطقه مسکونی بریم، پلاک ۲۳۷                                             | ۱۹۴۶۵     | ۱۳۸۶/۰۶/۱۲ |       |
| ۷۷   | خانه‌های بریم شماره ۲۳۶                  |       | پهلوی دوم                                                                                        | شهر آبادان، منطقه مسکونی بریم، پلاک ۲۳۶                                             | ۱۹۴۶۶     | ۱۳۸۶/۰۶/۱۲ |       |
| ۷۸   | خانه‌های بریم شماره ۲۳۴                  |       | پهلوی دوم                                                                                        | شهر آبادان، منطقه مسکونی بریم، پلاک ۲۳۴                                             | ۱۹۴۶۷     | ۱۳۸۶/۰۶/۱۲ |       |
| ۷۹   | خانه‌های بریم شماره ۲۲۷                  |       | پهلوی دوم                                                                                        | شهر آبادان، منطقه مسکونی بریم، پلاک ۲۲۷                                             | ۱۹۴۶۸     | ۱۳۸۶/۰۶/۱۲ |       |
| ۸۰   | خانه‌های بریم شماره ۲۱۷                  |       | پهلوی دوم                                                                                        | شهر آبادان، منطقه مسکونی بریم، پلاک ۲۱۷                                             | ۱۹۴۶۹     | ۱۳۸۶/۰۶/۱۲ |       |
| ۸۱   | خانه‌های بریم شماره ۲۱۵                  |       | پهلوی دوم                                                                                        | شهر آبادان، منطقه مسکونی بریم، پلاک ۲۱۵                                             | ۱۹۴۷۰     | ۱۳۸۶/۰۶/۱۲ |       |
| ۸۲   | خانه‌های بریم شماره ۲۲۸                  |       | پهلوی دوم                                                                                        | شهر آبادان، منطقه مسکونی بریم، پلاک ۲۲۸                                             | ۱۹۴۷۱     | ۱۳۸۶/۰۶/۱۲ |       |
| ۸۳   | خانه‌های بریم شماره ۲۳۲                  |       | پهلوی دوم                                                                                        | شهر آبادان، منطقه مسکونی بریم، پلاک ۲۳۲                                             | ۱۹۴۷۲     | ۱۳۸۶/۰۶/۱۲ |       |
| ۸۵   | خانه‌های بریم شماره ۲۳۳                  |       | پهلوی دوم                                                                                        | شهر آبادان، منطقه مسکونی بریم، پلاک ۲۳۳                                             | ۱۹۴۷۳     | ۱۳۸۶/۰۶/۱۲ |       |
| ۸۶   | خانه‌های بریم شماره ۲۴۳                  |       | پهلوی دوم                                                                                        | شهر آبادان، منطقه مسکونی بریم، پلاک ۲۴۳                                             | ۱۹۴۷۴     | ۱۳۸۶/۰۶/۱۲ |       |
| ۸۷   | خانه‌های بریم شماره ۱۶                   |       | پهلوی دوم                                                                                        | شهر آبادان، منطقه مسکونی بریم، پلاک ۱۶                                              | ۲۱۲۰۵     | ۱۳۸۶/۱۱/۳۰ |       |
| ۸۸   | خانه‌های بریم شماره ۵۵                   |       | پهلوی دوم                                                                                        | شهر آبادان، منطقه مسکونی بریم، پلاک ۵۵                                              | ۲۱۲۰۶     | ۱۳۸۶/۱۱/۳۰ |       |
| ۸۹   | خانه‌های بریم شماره ۲۳۵                  |       | پهلوی دوم                                                                                        | شهر آبادان، منطقه مسکونی بریم، پلاک ۲۳۵                                             | ۲۱۲۰۷     | ۱۳۸۶/۱۱/۳۰ |       |
| ۹۰   | خانه‌های بریم شماره ۲۳۰                  |       | پهلوی دوم                                                                                        | شهر آبادان، منطقه مسکونی بریم، پلاک ۲۳۰                                             | ۲۱۲۰۸     | ۱۳۸۶/۱۱/۳۰ |       |
| ۹۱   | خانه‌های بریم شماره ۱۷                   |       | پهلوی دوم                                                                                        | شهر آبادان، منطقه مسکونی بریم، پلاک ۱۷                                              | ۲۱۲۰۹     | ۱۳۸۶/۱۱/۳۰ |       |
| ۹۲   | خانه‌های بریم شماره ۵۶                   |       | پهلوی دوم                                                                                        | شهر آبادان، منطقه مسکونی بریم، پلاک ۵۶                                              | ۲۱۲۱۰     | ۱۳۸۶/۱۱/۳۰ |       |
| ۹۳   | خانه‌های بریم شماره ۵۷                   |       | پهلوی دوم                                                                                        | شهر آبادان، منطقه مسکونی بریم، پلاک ۵۷                                              | ۲۱۲۱۱     | ۱۳۸۶/۱۱/۳۰ |       |
| ۹۴   | خانه‌های بریم شماره ۵۸                   |       | پهلوی دوم                                                                                        | شهر آبادان، منطقه مسکونی بریم، پلاک ۵۸                                              | ۲۱۲۱۲     | ۱۳۸۶/۱۱/۳۰ |       |
| ۹۵   | خانه‌های بریم شماره ۱۵                   |       | پهلوی دوم                                                                                        | شهر آبادان، منطقه مسکونی بریم، پلاک ۱۵                                              | ۲۱۲۱۳     | ۱۳۸۶/۱۱/۳۰ |       |
| ۹۶   | خانه‌های بریم شماره ۶۲                   |       | پهلوی دوم                                                                                        | شهر آبادان، منطقه مسکونی بریم، پلاک ۶۲                                              | ۲۱۲۱۴     | ۱۳۸۶/۱۱/۳۰ |       |
| ۹۷   | خانه‌های بریم شماره ۶۰                   |       | پهلوی دوم                                                                                        | شهر آبادان، منطقه مسکونی بریم، پلاک ۶۰                                              | ۲۱۲۱۵     | ۱۳۸۶/۱۱/۳۰ |       |
| ۹۸   | خانه‌های بریم شماره ۲۴۰                  |       | پهلوی دوم                                                                                        | شهر آبادان، منطقه مسکونی بریم، پلاک ۲۴۰                                             | ۲۱۲۱۶     | ۱۳۸۶/۱۱/۳۰ |       |
| ۹۹   | خانه‌های بریم شماره ۲۳۱                  |       | پهلوی دوم                                                                                        | شهر آبادان، منطقه مسکونی بریم، پلاک ۲۳۱                                             | ۲۱۲۱۷     | ۱۳۸۶/۱۱/۳۰ |       |
| ۱۰۰  | خانه‌های بریم شماره ۲۳۹                  |       | پهلوی دوم                                                                                        | شهر آبادان، منطقه مسکونی بریم، پلاک ۲۳۹                                             | ۲۱۲۱۸     | ۱۳۸۶/۱۱/۳۰ |       |
| ۱۰۱  | خانه‌های بریم شماره ۲۳۸                  |       | پهلوی دوم                                                                                        | شهر آبادان، منطقه مسکونی بریم، پلاک ۲۳۸                                             | ۲۱۲۱۹     | ۱۳۸۶/۱۱/۳۰ |       |
| ۱۰۲  | خانه‌های بریم شماره ۲۴۱                  |       | پهلوی دوم                                                                                        | شهر آبادان، منطقه مسکونی بریم، پلاک ۲۴۱                                             | ۲۱۲۲۰     | ۱۳۸۶/۱۱/۳۰ |       |